# Ioan Coman
Ioan Coman (n. 7 martie 1867, Gheja – d. 8 octombrie 1955, Luduș) a fost un deputat în Marea Adunare Națională de la Alba Iulia, organismul legislativ reprezentativ al „tuturor românilor din Transilvania, Banat și Țara Ungurească”, cel care a adoptat hotărârea privind Unirea Transilvaniei cu România, la 1 decembrie 1918.:p. 77

## Biografie
Născut în localitatea Gheja în anul 1867, Ioan Coman a urmat studiile la Institutul Teologic-Pedagogic din Blaj. Devine mai târziu învățător în localitatea Căpușu de Câmpie. Membru al Despărțământului Luduș al Astrei și comandantul Gărzii Naționale din Căpușu de Câmpie, el va fi mai apoi și învățător în această localitate. O altă funcție în care se va afla a fost cea de preot în Iclănzel și cea de președinte al Comisiei de cenzori la Banca populară Căpușna din Căpușu de Câmpie. Anul 1955 este anul în care își găsește sfârșitul vieții la data de 8 octombrie în Luduș.

## Activitatea politică
A fost ales ca delegat supleant al cercului electoral Mureș-Luduș, la Marea Adunare Națională de la Alba Iulia de la 1 decembrie 1918.:p. 249